# Rojkowo
Rojkowo (ros. Ройково) – wieś (ros. деревня, trb. dieriewnia) w zachodniej Rosji, w sielsowiecie czernicynskim rejonu oktiabrskiego w obwodzie kurskim.

## Geografia
Miejscowość położona jest nad Sejmem (lewy dopływ Desny), przy wschodniej granicy centrum administracyjnego sielsowietu (Czernicyno), 2 km na wschód od centrum administracyjnego rejonu (Priamicyno), 11 km na południowy zachód od Kurska, 3 km od drogi magistralnej (federalnego znaczenia) M2 «Krym».
We wsi znajdują się ulice: Błagodatnaja, Dawydowa, Dorochowa, Jermołowa, Makarowa, Niewierowskogo, Płatowa, Rajewskogo, Rumiancewa, Samsonowa, Siesławina, Skobielewa i Uwarowa (140 posesji).
Klimat
Miejscowość, jak i cały rejon, znajduje się w strefie klimatu kontynentalnego z łagodnym ciepłym latem i równomiernie rozłożonymi opadami rocznymi (Dfb w klasyfikacji klimatów Köppena).

## Demografia
W 2010 r. wieś zamieszkiwało 335 osób.